# لاله صبوری
لاله صبوری (زاده ۱۶ تیر ۱۳۴۶ در تهران) بازیگر سینما و تلویزیون ایرانی است.

## زندگی هنری
از کارهای صبوری می‌توان به جنگ ۷۷، کمربندها را ببندیم، دوقلوها و… اشاره کرد.
لاله صبوری در من نه منم که از شبکه ۲ پخش شد در کنار حسن پورشیرازی و نیما فلاح بازی کرده است. او در سریال‌های رستوران خانوادگی، این زمینی‌ها، بزرگ‌مردان کوچک به کارگردانی مسعود رسام و جاده در دست تعمیر است نیز ایفای نقش کرده است.
او همچنین سابقهٔ مجریگری در شبکهٔ جام جم داشته است. یکی از سریال‌های دیگری که لاله صبوری کار کرده سریال این زمینی‌ها است که از تلویزیون پخش شد.

### مجموعه‌های تلویزیونی
| سال  | عنوان مجموعه       | کارگردان                                      | توضیحات                  |
| ---- | ------------------ | --------------------------------------------- | ------------------------ |
| ۱۴۰۴ | دستچین             | مصطفی آزاد                                    | شبکه ۲                   |
| ۱۴۰۰ | روزگار جوانی ۳     | اصغر توسلی                                    | شبکه پنج                 |
| ۱۳۹۸ | دوقلوها            | جمشید بیات ترک                                | شبکه ۲                   |
| ۱۳۹۷ | سرگذشت             | سیدجمال سیدحاتمی                              | شبکه ۱                   |
| ۱۳۹۶ | لژیونر             | مسعود آب پرور                                 | شبکه ۵                   |
| ۱۳۹۵ | چرخ فلک            | عزیزالله حمیدنژاداحسان عبدی‌پور، بهرام عظیم‌پور | شبکه ۱                   |
| ۱۳۹۳ | معراجی‌ها           | مسعود ده نمکی                                 | شبکه ۱                   |
| ۱۳۹۳ | عینک آفتابی        | رضا رشیدپور                                   | شبکه نسیم                |
| ۱۳۹۲ | بوی باران          | حسین تبریزی                                   | شبکه ۲                   |
| ۱۳۹۱ | خانه‌ای روی تپه     | داریوش یاری                                   | شبکه ۲                   |
| ۱۳۹۰ | کسی خوابه؟         | جواد رضویان                                   | شبکه ۱                   |
| ۱۳۸۷ | جاده در دست تعمیر  | حسین تبریزی                                   | شبکه ۲۱۴ قسمت            |
| ۱۳۸۷ | بزرگمرد کوچک       | مسعود رسام                                    | شبکه ۲                   |
| ۱۳۸۵ | من نه منم          | بهروز خلجی                                    | شبکه ۲                   |
| ۱۳۸۴ | اکسیژن             | مهدی مظلومی                                   | شبکه ۵                   |
| ۱۳۸۳ | کمربندها را ببندیم | مهدی مظلومی                                   | شبکه ۳                   |
| ۱۳۸۳ | بانویی دیگر        | سیروس مقدم                                    | شبکه ۵/پخش در ایام نوروز |
| ۱۳۸۲ | فقط به خاطر تو     | اکبر منصور فلاح                               | شبکه ۳/پخش در ماه رمضان  |
| ۱۳۸۱ | دوقلوها            | حسین سهیلی زاده                               | شبکه ۵                   |
| ۱۳۸۰ | گروه هفت           | فریال بهزاد                                   | شبکه ۵                   |
| ۱۳۸۰ | رستوران خانوادگی   | حسین سهیلی‌زاده                                | شبکه ۵بازیگر مهمان       |
| ۱۳۷۹ | تلخ و شیرین        | ابوالفضل امیدیان                              | شبکه ۲                   |
| ۱۳۷۸ | این زمینی‌ها        | مسعود شاه محمدی                               | شبکه ۵                   |
| ۱۳۷۷ | جنگ ۷۷             | مهران مدیری                                   | شبکه ۳                   |
| ۱۳۷۷ | بگذار آفتاب برآید  | حسین مختاری                                   | شبکه ۳                   |
| ۱۳۷۵ | تهران ۱۱–۵۹۵ ج ۴۸  | مرضیه برومند                                  | شبکه ۵                   |

### شبکه نمایش خانگی
1. هشتگ خاله سوسکه (محمد مسلمی) ۱۳۹۷
2. سیگنال موجود است (مهدی مظلومی) ۱۳۹۳
3. شوخی کردم (مهران مدیری) ۱۳۹۲

### سینما
1. شیرین (عباس کیارستمی) ۱۳۸۷
2. ول کن دستمو (مجتبی چراغعلی) ۱۳۸۸
3. لب خط (علی جبارزاده) ۱۳۹۹